# Extraño en su pueblo
Extraño en su pueblo es una telenovela mexicana dirigida por Julio Castillo, producida por Ernesto Alonso para la cadena Televisa entre 1973 y 1974. Fue protagonizada por Rodolfo de Anda y Helena Rojo.

## Argumento
Andrés Pereira es un hombre que ha vivido muchos años lejos de su pueblo natal, San Lorenzo, aprendiendo otras costumbres y adaptándose a otro modo de vida. Sin embargo cuando decide regresar descubre que su modo de vida ya no encaja con el de los habitantes del pueblo, por lo que no será bien recibido.

## Elenco
- Rodolfo de Anda - Andrés Pereira
- Helena Rojo - Isaura
- Blanca Sánchez - Vanesa
- José Gálvez - Gaspar
- Aarón Hernán - Dr. Clarke
- Héctor Bonilla - Jaime
- Lucy Gallardo - Juana
- Claudia Martell - Graciela
- Rosalba Brambila - Luly
- Sergio Jiménez - Dr. Pinheiro
- Rosario Gálvez - Irene
- Enzo Bellomo - Raúl Queiroz
- Gladys Vivas - Estela Da Silva
- Martha Patricia - Martha
- Daniel Santalucía - Alberto
- Fernando Rubio - Inspector
- Flor Procuna
- Martín Cortés
- Carlitos Argüelles